# Jump (Blackpink)
Jump (뛰어?, TtwieoLR) è un singolo del girl group sudcoreano Blackpink, pubblicato l'11 luglio 2025.

## Pubblicazione
Dopo una lunga pausa seguita a progetti solisti e attività individuali, il quartetto ha annunciato le date di un nuovo tour mondiale, successivamente intitolato Deadline World Tour, con inizio previsto per luglio dello stesso anno. Il 9 giugno, la YG ha confermato che il gruppo aveva iniziato le riprese di un nuovo video musicale a Seul, sotto la direzione di un noto regista internazionale. Il 23 giugno è stato reso noto che il singolo di ritorno sarebbe stato presentato dal vivo il 5 luglio, in occasione della tappa inaugurale del tour.
Durante il concerto di apertura, tenutosi il 5 luglio presso il Goyang Stadium, è stato eseguito per la prima volta il brano, successivamente rivelato con il titolo Jump. In tale occasione, Jennie ha annunciato che il singolo sarebbe stato distribuito sulle piattaforme digitali nel corso della settimana. Il brano è stato pubblicato ufficialmente l'11 luglio 2025 dalla YG, in collaborazione con The Orchard, segnando la prima pubblicazione discografica del gruppo in due anni e dieci mesi, dopo il disco Born Pink (2022).

## Promozione
Per commemorare il ritorno discografico e il tour mondiale delle Blackpink, l'agenzia del gruppo ha lanciato la campagna Pink Area: Takeover Lighting, che ha incluso strategie di marketing come la trasmissione del video musicale del brano su vari schermi elettronici in tutta Seul e l'illuminazione in rosa della torre di Seoul, di Sebitseom e del Ponte Banpo. Jump è stata inclusa nella scaletta del Deadline World Tour, a partire dal 5 luglio.

## Video musicale
Il video, diretto da Dave Meyers, è stato reso disponibile in concomitanza con l'uscita del brano attraverso il canale YouTube del gruppo.

## Tracce
Testi e musiche di Teddy, Diplo, 24, Zikai, Claudia Valentina, Jumpa, Malachiii e Jesse Bluu.
1. Jump – 2:44

## Formazione
Musicisti
- Blackpink – voci
- Diplo – arrangiamento
- 24 – arrangiamento
- Boaz van de Beatz – arrangiamento
- Zecca – arrangiamento
- Ape Drums – arrangiamento

Produzione
- Diplo – produzione
- 24 – produzione
- Boaz van de Beatz – produzione
- Zecca – produzione
- Ape Drums – produzione

## Classifiche
| Classifica (2025)   | Posizione massima |
| ------------------- | ----------------- |
| Arabia Saudita      | 5                 |
| Argentina           | 42                |
| Australia           | 12                |
| Austria             | 6                 |
| Belgio (Fiandre)    | 38                |
| Belgio (Vallonia)   | 33                |
| Bolivia             | 25                |
| Brasile             | 12                |
| Canada              | 19                |
| Cile                | 14                |
| Corea del Sud       | 3                 |
| Emirati Arabi Uniti | 4                 |
| Filippine           | 5                 |
| Finlandia           | 42                |
| Francia             | 20                |
| Germania            | 8                 |
| Giappone            | 13                |
| Grecia              | 3                 |
| Hong Kong           | 2                 |
| India               | 9                 |
| Indonesia           | 2                 |
| Irlanda             | 18                |
| Israele             | 88                |
| Italia              | 54                |
| Kazakistan          | 25                |
| Lettonia            | 3                 |
| Lituania            | 6                 |
| Lussemburgo         | 4                 |
| Malaysia            | 1                 |
| Medio Oriente       | 6                 |
| Norvegia            | 57                |
| Nuova Zelanda       | 13                |
| Paesi Bassi         | 20                |
| Perù                | 5                 |
| Polonia             | 10                |
| Portogallo          | 13                |
| Regno Unito         | 18                |
| Repubblica Ceca     | 6                 |
| Russia              | 30                |
| Singapore           | 1                 |
| Slovacchia          | 11                |
| Spagna              | 37                |
| Stati Uniti         | 28                |
| Svezia              | 38                |
| Svizzera            | 6                 |
| Taiwan              | 1                 |
| Thailandia          | 1                 |
| Ungheria            | 14                |
| Vietnam             | 1                 |

## Date di pubblicazione
| Paese                 | Data           | Formato                      | Etichetta       | Nota   |
| --------------------- | -------------- | ---------------------------- | --------------- | ------ |
| Mondo                 | 11 luglio 2025 | Download digitale, streaming | YG              | [ 32 ] |
| Stati Uniti d'America | 16 luglio 2025 | Contemporary hit radio       | YG, The Orchard | [ 33 ] |
| Italia                | 1º agosto 2025 | Contemporary hit radio       | The Orchard     | [ 34 ] |

## Riconoscimenti

### Premi dei programmi musicali
- M Countdown
  - 17 luglio 2025[35]